# Thalassocnus
Thalassocnus (лат.) (от др.-греч. θᾰλασσο- +ὄκνος букв. «морская медлительность») — вымерший род ленивцев, ведших водный или полуводный образ жизни. Известны по костным останкам миоцена и плиоцена, найденным в Южной Америке на побережье Перу.
По-видимому, питались морскими водорослями и прибрежной травой. Со временем переключились с растительности мелководья на более глубоководную. Возможно, использовали свои мощные когти, чтобы удерживаться за дно моря во время питания — так же, как сейчас себя ведут морские игуаны.

## Иллюстрации

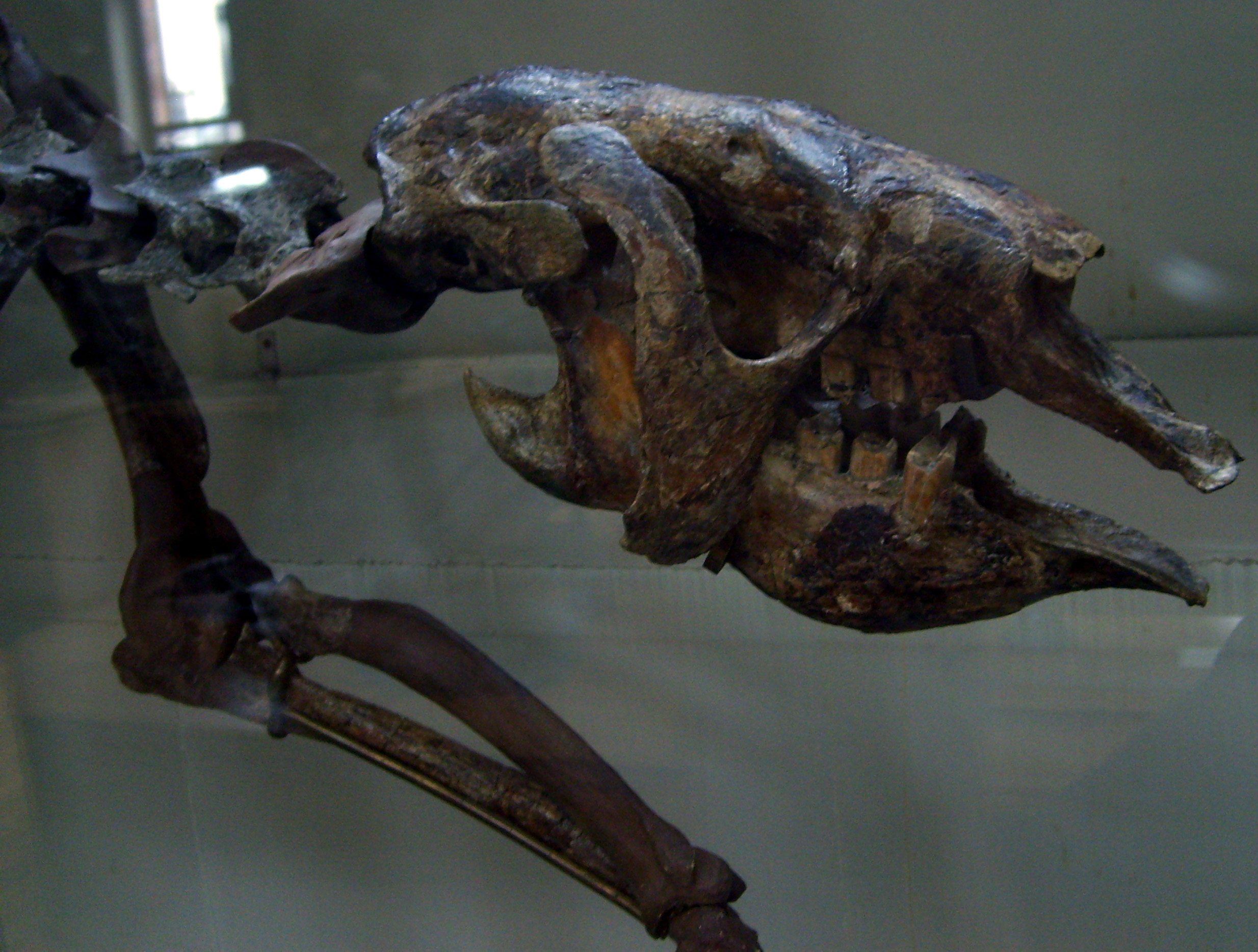
Череп Thalassocnus, Национальный музей естественной истории (Париж)